# De man die weer terugkwam
De man die weer terugkwam is een hoorspel van James Follett. The One Who Came Back was het vierde deel van de serie The War Behind The Wire en werd door de BBC uitgezonden op 26 september 1977. Het werd vertaald door Agnes de Wit en de AVRO zond het uit op woensdag 5 november 1986, als vierde deel van de serie Oorlog achter prikkeldraad. De regisseur was Hero Muller. Het hoorspel duurde 46 minuten.

## Rolbezetting
- Jimmy Berghout (Hans Müller)
- Hans Karsenbarg (kolonel Scotland)
- Hans Pauwels (Karl)
- Wim de Meyer (een Engels officier & een vrachtwagenchauffeur)
- Frans Koppers (een matroos)
- Robert Sobels (een kelner)
- Hans Veerman (een vrachtbootkapitein & een tweede chauffeur)
- Thera van Homeijer (Eva)
- Lies de Wind (een kokkin & mevrouw Müller)

## Inhoud
Hans: "Ik kon het niet geloven. Toen ik aan de hoek van mijn straat kwam, bleef ik staan... Er was nauwelijks gebombardeerd. Er viel niets te bombarderen, veronderstelde ik. Slechts enkele rijen gewone huizen. Het was net een droom. Ik had het gevoel dat wanneer ik zou bewegen, alles zou verdwijnen en ik terug in Colchester zou zijn." Het was 1946, de plaats was Oost-Berlijn, de spreker een ontsnapte krijgsgevangene. Nauwelijks een jaar later was hij terug in Colchester…